# MED12
La proteína mediadora de la transcripción de la subunidad 12 de la ARN polimerasa II (MED12) es una enzima que, en humanos, es codificada por el gen med12, situado en el cromosoma X. Se ha observado que ciertas mutaciones en el gen med12 son las responsables de al menos dos formas diferentes de retardo mental asociado al X, el síndrome de Lujan-Fryns y el síndrome de FG. 

## Interacciones
La proteína MED12 ha demostrado ser capaz de interaccionar con:
- SOX9[2]
- PPARGC1A[3]
- Receptor de hormona tiroidea alfa[4]
- Receptor de estrógeno alfa[5]
- MED26[6]
- Cdk8[4][5]
- Receptor de calcitriol[7][4]